# Privatizace
Privatizace označuje změnu veřejného (státního) na soukromé; zpravidla se tohoto pojmu používá pro převod veřejného majetku do soukromého vlastnictví. Opačným procesem je výkup soukromého majetku státem nebo jeho znárodnění.
Nejznámější příklady privatizace jsou
- transformace ekonomik postkomunistických zemí
- privatizace ve Velké Británii za vlády Margaret Thatcherové

## Důvody provedení privatizace
- Efektivita správy – soukromý vlastník může snížit náklady na správu
- Rozvoj – vlastník je motivován ke zhodnocování svého majetku (může ale jít o nepřátelské převzetí podniku za účelem likvidace přebíraného podniku)
- Získání prostředků – pokud je privatizace provedena prodejem, stát získává peníze

## Důvody proti provedení privatizace
- Veřejný statek a služba – základy zdravotnictví, školství, dodržování práva
- Přirozený monopol – rozvod vody, elektřiny, plynu, komunikace
- Kritická infrastruktura

## Privatizace v postkomunistických zemích
V postkomunistických zemích je tento pojem používán pro překotné změny ve vlastnictví majetku po rozpadu Sovětského svazu a jeho satelitů na přelomu 80. a 90. let minulého století – přerozdělování „socialistického vlastnictví“ do soukromých rukou.
Tyto změny probíhaly bez dostatečných právních podkladů a získání majetků v rámci privatizace tudíž bylo možné na základě mocenského postavení a/nebo využití právního vakua.

### Privatizace v Československu
V Československu začala privatizace krátce po pádu komunistického režimu v roce 1989. Z té doby pocházejí pojmy malá privatizace a velká privatizace. Poté byla uskutečněna ve dvou vlnách kuponová privatizace. V jejím rámci si mohl každý občan za 1 000 Kčs koupit takzvanou kuponovou knížku, jejíž pomocí si mohl v několika kolech objednávat akcie privatizovaných firem. Za jednoho z autorů kuponové privatizace je považován Václav Klaus. Při kuponové privatizaci se proslavil Viktor Kožený „jistotou desetinásobku“. Kdo investoval své body z kuponové knížky do jeho Harvardských investičních fondů, měl přislíbeno, že za ně obdrží 10 000 Kč. Tím zřetelně zvýšil účast občanů, značná část si totiž kuponovou knížku vůbec nepořídila. Mnozí z těch, kteří si ji pořídili, investovala tak, že od té doby nedostala žádné nebo jen zanedbatelné dividendy a jejich akcie pozbyly ceny. O hodnocení kuponové privatizace se dodnes vedou spory, některé postkomunistické země (například Gruzie) se jí však inspirovaly.

### Privatizace v Rusku
Ruská privatizace byla největší a nejrychlejší svého druhu v historii. Začala už za vlády Michaila Gorbačova, ale její hlavní vlna se odehrála mezi lety 1992–1996. Stejně jako v Československu probíhala hlavně formou kupónů, jež si mohli vyzvednout všichni občané za symbolickou cenu. Projevila se ale nedostatečná finanční vzdělanost obyvatelstva, která zavinila koncentraci zprivatizovaného majetku v rukou úzké skupiny lidí a velké společenské rozdíly. Ruský privatizační proces byl později mnohokrát kritizován.